# Nationalität: deutsch
Nationalität: deutsch ist ein Dokumentarfilm des DEFA-Studios für Dokumentarfilme von Karl Gass aus dem Jahr 1990.

## Handlung
Albert Linnecke, wurde als Sohn eines Schafmeisters und seiner Frau Wilhelmine 1889 in der Altmark geboren und wird in Osterburg (Altmark) zum Lehrer ausgebildet. Während des Ersten Weltkriegs marschiert er 1914 mit einem Infanterie-Regiment in Richtung Paris. Hier landet er mit Typhus auf einem Leichenhaufen, wird gerettet, kehrt im Alter von 26 Jahren in die Altmark zurück und beginnt als Aushilfslehrer in dem 1000-jährigen Rindtorf zu arbeiten. Das Dorf hat seit ewigen Zeiten etwa 170 Einwohner, die Schülerzahl schwankt zwischen 15 und 20. In den zwei Kriegsjahren, die Linnecke hier arbeitet, hat er die Leute kennen und schätzen gelernt. Als die Lehrerstelle in der Einklassenschule frei wird, bewirbt er sich, gerade frisch vermählt, und wird in der festlich geschmückten Schule von den Gemeindevertretern herzlich in diesem Amt begrüßt. Die Gemeinde hatte vorher das Wohnhaus frisch instand gesetzt und in alle Räume elektrisches Licht gelegt. Am 30. Mai 1919 übernimmt Linnecke in Rindtorf die Stelle als Lehrer, Kantor und Küster.
Ab dem 30. Oktober 1919 schreibt er ein Tagebuch, was man auch eine Schul- oder Dorfchronik nennen kann. In den ersten Zeilen bittet Linnecke seine Nachfolger darum, das Buch mit der gleichen Hingebung weiterzuführen, damit die kommenden Geschlechter nachvollziehen können, wie es früher dort zuging. Hier beschwert er sich auch darüber, dass er in der ersten Zeit kaum dazu kommt, Unterricht zu erteilen. Mal müssen die Kinder Altmetall sammeln, mal Papier oder Brennnesseln. Jedoch kann er als Fazit feststellen, dass die Schüler alles zusammengeholt haben, was das Vaterland in dieser schweren Zeit braucht. Hinzu kommt ein veränderter Lehrplan, denn die Themen über den Weltkrieg mit seinen Folgen, die heutige Stellung des Vaterlandes und Deutschlands Macht in früheren Zeiten, hat es in dieser Form vorher nicht gegeben. Dann kommt eine Anordnung des Ministers für Kunst und Volksbildung, die festlegt, dass in jeder Woche ein schul- und aufgabenfreier Halbtag ab den 4. Klassen eingeführt soll und alle vier Wochen soll ein ganzer Wandertag eingerichtet werden. Der erste Ausflug geht nach Arneburg, dem einige kleine über die Dörfer und zwei nach Stendal, inklusive Besuch des Films Fridericus Rex (1921/22), folgen. Am 28. Juni 1922 besuchen die Schüler Schönhausen (Elbe), um den Geburtsort Otto von Bismarcks und das dort befindliche Museum kennenzulernen. Im Juli 1923 unternimmt die Schule ihre erste größere Reise, es geht für zwei Tage in den Harz. Hier werden neben Wanderungen die Roßtrappe und die Hermannshöhle besucht. Es folgen im Tagebuch ausführliche Schilderungen der Auswirkungen der Inflation von 1923 auf das Leben im Dorf. Doch dann geht es schon wieder auf einen Schulausflug, diesmal nach Potsdam, wo sie die Garnisonkirche und die weitläufigen Anlagen des Parks Sanssouci besuchen.
Ostern 1925 wurde das erste Mal nach vier Jahren wieder ein Schüler aufgenommen, so dass sich jetzt sieben Schüler im Bestand befinden, da fünf abgegangen sind. Im April 1925 wird Paul von Hindenburg als Reichspräsident gewählt. Im Jahr 1927 wird in Deutschland die 24 Stundenzeit eingeführt, woran sich die Landbevölkerung schlecht gewöhnt. Am 14. Juli 1927 gibt es einen Schulausflug mit Kutschen nach Tangermünde mit Besichtigung der neuen Elbebrücke Hämerten und Abriss der alten. Am 18. September 1927 wird der Feuerwehr Rindtorf, die hier seit 31 Jahren besteht, feierlich eine neue Spritze übergeben, die bei einer Gedächtnisfeier am Kriegerdenkmal geweiht wird. Ein Markstein im Jahr 1930 ist der Bau der Dorfstraße inklusive Kanalisation. Im gleichen Jahr wird die Wohnung des Lehrers um zwei Räume erweitert und der Kuhstall zur Garage umgebaut, da aus dem Motorrad ein Opel-Automobil geworden ist. Auch eine Klassenfahrt gibt es wieder: Dieses Mal geht es zu den Junkers Flugzeug- und Motorenwerken nach Dessau, wo die Kinder auch einen Rundflug im Flugzeug erleben dürfen. Um in der Schule den Klassenraum zu verschönern wird ein Wechselrahmen mit Bildern aus Deutschland angeschafft.
Von Politik ist in der Chronik bis 1931 kaum die Rede, aber man ist im Stahlhelm, Kyffhäuserbund und wählt die deutschnationale Kampffront Schwarz-Weiß-Rot. Bei den Wahlen im November 1932 erhalten in Rindtorf die NSDAP 26 Stimmen, die SPD 1 Stimme und 77 Stimmen gibt es für die Deutschnationalen. Der Anfang des Jahres 1933 steht im Zeichen der Nationalen Erhebung. Die Wahlen am 5. März 1933 bringen in Rindtorf folgendes Ergebnis: 34 Stimmen für die NSDAP, 1 Stimme für die SPD und 66 Stimmen für die Deutschnationalen. Ein Vierteljahr nach der Machtergreifung Hitlers unterstellen sich ihm fast alle deutschen Verbände, wie Stahlhelm, Rotes Kreuz, Gewerkschaften, Lehrervereine, Kyffhäuserbund und viele andere. Bedingung ist, dass die Vorstände in diesen Vereinen NSDAP-Mitglieder sind. Im Zuge dieser Zeit wird auch ein einheitlicher Nationalsozialistischer Lehrerbund gegründet, der sämtliche Lehrerpersonen umfasst. Linnecke schreibt, dass es selbstverständlich ist, alle Positionen in der Verwaltung und Polizei mit Vertrauenspersonen der Regierung zu besetzen, die für das Wohl des Volkes zuständig ist. Aus Anlass des Geburtstages Adolf Hitlers wird ein Bild des Reichskanzlers in der Schule aufgehängt, zu Beginn des Jahres 1934 kommen noch Bilder von Hindenburg und Friedrich des Großen hinzu, in der Klasse befinden sich jetzt 27 Schüler. Im gleichen Jahr tritt ein neues Gemeindeverwaltungsgesetz in Kraft. Die Dörfer heißen jetzt offiziell Bauerndörfer, der Führer in den Bauerndörfern heißt Dorfschulze und hat das alleinige Bestimmungsrecht, eine Gemeindevertretung gibt es nicht mehr. Linnecke wird 1933 Mitglied der SA und vier Jahre später Mitglied der NSDAP. Die folgenden Themen in der Chronik sind die intensiven Luftschutzübungen, die Gründung des Großdeutschen Reiches, dass am 30. März 1938 Österreich Deutsch wird, die deutschen Truppen dort einmarschieren und das Dorf, wie auch das ganze Land, aus diesem Anlass reich geflaggt wird. Die Zustimmung zum Anschluss Österreichs beträgt in Deutschland und auch in Österreich über 99,5 Prozent, vom Judenpogrom im November 1938 schreibt das Tagebuch nichts. Ein Hemmschuh in der Landwirtschaft ist der Arbeitermangel, die Bauern kämpfen dagegen mit allen Mitteln unter anderen mit der Einstellung ausländischer Arbeitskräfte, wie Polen und Italienern. Das Sudetenland wird von deutschen Truppen besetzt und am 22. März 1939 wird das Memelland wieder deutsch, am 1. September 1939 beginnt der Krieg gegen Polen. Deshalb können ab 10. Oktober in Rindtorf polnische Kriegsgefangene tätig sein, die in den späteren Kriegsjahren durch französische und ukrainische Gefangene aufgestockt werden. Arbeitsunwillige Gefangene kommen in ein nahe gelegenes Konzentrationslager. Am 30. Mai 1944 feiert der Lehrer seine Silberhochzeit und gleichzeitig sein 25-jähriges Dienstjubiläum am gleichen Ort. Am 22. Oktober erfolgt die Aufstellung und Vereidigung des Volkssturms in Rindtorf.
Am 13. April 1945 ziehen die ersten amerikanischen Truppen durch das Dorf und besetzen es. Die größeren Gebäude, so wie auch die Schule, müssen geräumt werden. Auch der Lehrer muss ausziehen und findet beim Bauern Henning eine Unterkunft. Die NSDAP und alle Organisationen werden verboten, wovon auch der Lehrer betroffen ist. Nach den Amerikanern rücken englische Truppen ein, die wiederum nach vier Wochen durch die Rote Armee abgelöst werden. Auf Anordnung des russischen Kommandanten beginnt am 1. Oktober 1945 wieder der reguläre Schulunterricht, der aber nur bis zum 3. Oktober dauert, da die Schulen wegen Typhus-Gefahr wieder geschlossen werden. Erst ab 13. November kann der Unterricht wieder aufgenommen werden. Durch die Kinder der Evakuierten stieg die Anzahl der auf bis zu 73 Schülern. Seit September 1945 ist Albert Linnecke Mitglied der SPD und somit ab Frühjahr 1946 Mitglied der SED. Die Wahlen zum Kreis und Landtag finden am 20. Oktober 1946 mit folgenden Ergebnissen statt: 32 Stimmen für die SED, 38 Stimmen für die LDP, 69 Stimmen für die CDU, 1 Stimme für die VdGB und 11 Stimmen sind ungültig. Für die politische Umschulung der Lehrer wird eine Arbeitsgemeinschaft sozialistischer Lehrer (ASL) gegründet. Sämtliche Lehrkörper des Landes Sachsen-Anhalt werden vom Kreis-Antifaausschuss politisch neu überprüft. Der Lehrer Linnecke erhält die Nachricht, dass er tragbar ist und deshalb im Schuldienst zu belassen sei. Ab 1. September 1948 wird auch in Rindtorf der russische Sprachunterricht erteilt, hierzu muss der Lehrer gemeinsam mit den Kindern die Sprache erlernen. Am 1. Mai 1949 wird eine Schulgruppe des Verbandes der Jungen Pioniere gegründet, der acht Jungen und neun Mädchen beitreten. Am 5. März 1953 stirbt der sowjetische Staatschef Josef Stalin, weshalb die Schule vier Wochen halbmast flaggt. Die letzte Eintragung in der Chronik stammt vom Dezember 1953 und betrifft die Weihnachtsfeierlichkeiten in der Schule die, wie jedes Jahr, ein wichtiger Bestandteil des Schullebens sind.
Am 29. März 1954 stirbt der Lehrer Albert Linnecke im 65. Lebensjahr an Herzschlag.

## Produktion und Veröffentlichung
Nationalität: deutsch wurde von der Künstlerischen Arbeitsgruppe Effekt unter dem Arbeitstitel Korrekturen als Schwarzweißfilm gedreht und hatte am 2. August 1990 seine Premiere. Die erste Fernsehausstrahlung erfolgte am 5. August 1990 im 2. Programm des DFF. Der Film ist bei Progress Film Halle (Saale) archiviert und öffentlich zugänglich.

## Kritik
Peter Hoff schrieb im Neuen Deutschland:

„Karl Gass urteilt, aber er verurteilt nicht. Er will Nachdenken stiften, wohl auch über die schnelle Anpassungsfähigkeit vieler Menschen unserer Tage an neue Machtverhältnisse und neue Herren.“

Das Lexikon des internationalen Films vertritt die Meinung, dass dieser optisch und akustisch streng konzipierte Film der Chronologie der Tagebuchnotizen folgt und dabei eine ebenso beredte wie spannende Spurensuche von unten entwickelt, die die historische Entwicklung in ihrer fatalen Folgerichtigkeit durchleuchtet.